# Hospital Americano de Paris

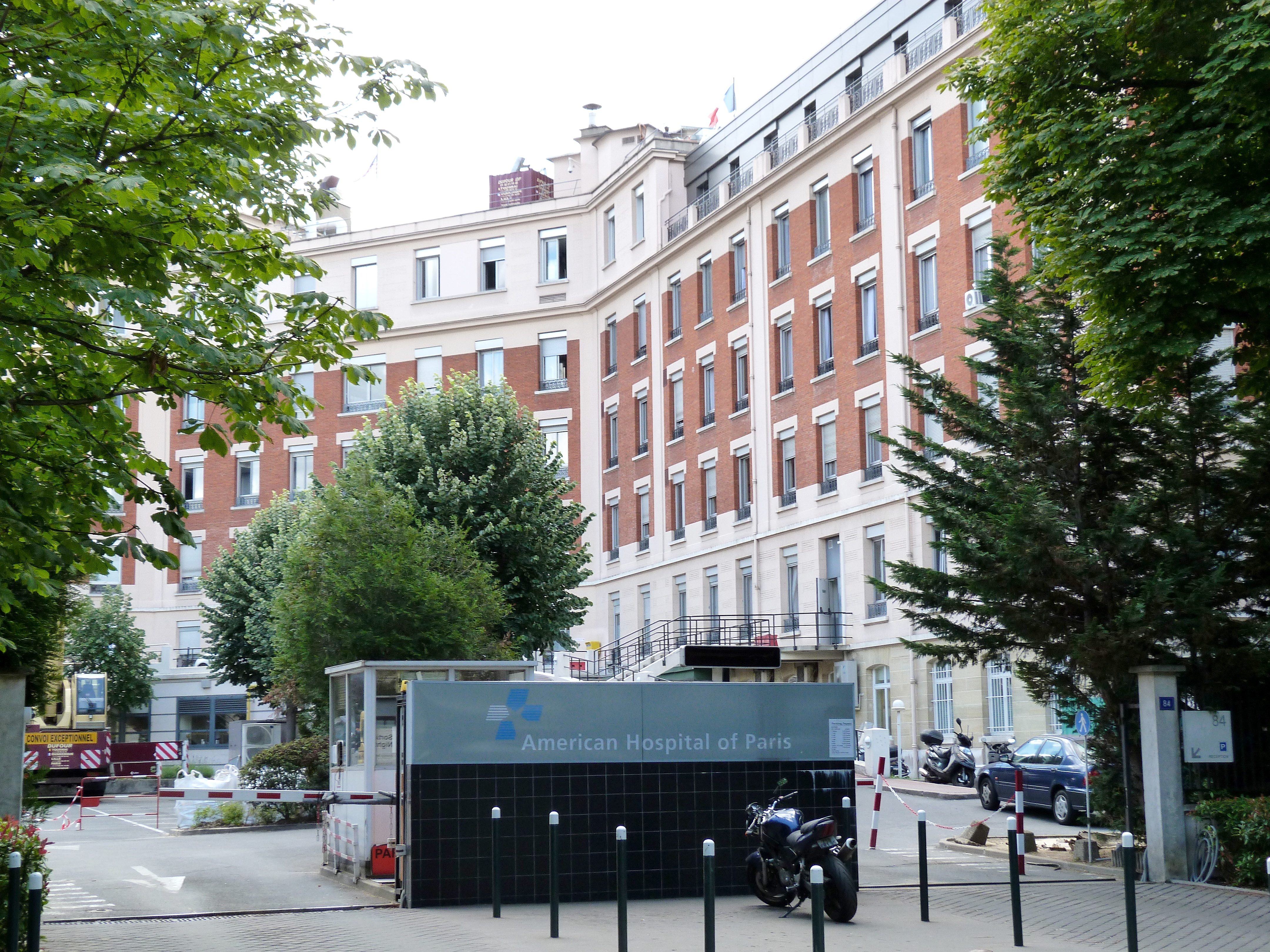
O Hospital Americano de Paris em 2011

O Hospital Americano de Paris, fundado em 1906, é um hospital privado, sem fins lucrativos que possui certificação pelo sistema de saúde francês. Localizado em Neuilly-sur-Seine, um dos subúrbios a oeste de Paris, França, possui 187 leitos cirúrgicos, médicos e obstétricos.

## História
O Hospital Americano de Paris foi fundado em 1906. Sete anos mais tarde, o Congresso dos Estados Unidos  reconheceu o hospital sob o Título 36 do United States Code em 30 de janeiro de 1913. Durante a Primeira Guerra Mundial em março de 1918, o governo francês declarou a instituição como sendo de interesse público, autorizando-a a receber doações. A instituição é agora o único hospital civil na Europa credenciado pela The Joint Commission (TJC), uma organização independente que credencia hospitais nos Estados Unidos, assim como também possui credenciamento francês pela Haute Autorité de Santé (HAS). Até hoje, o Hospital Americano de Paris não recebe subsídios nem do governo francês, nem do governo americano, operando somente através de doações e convênios particulares.
Rock Hudson recebeu ali um tratamento com um novo remédio contra a AIDS, um fato que foi tornado público contra a vontade dele por um porta-voz do hospital.

## Pacientes famosos que faleceram no Hospital Americano de Paris
- Olive Thomas, atriz do cinema mudo e modelo americana, falecida em 10 de setembro de 1920;
- Ernest Tower Rosen (1877-1926), artista americano
- Gertrude Stein, romancista americana, poeta e dramaturga, falecida em 27 de julho de 1946;
- Georges Bernanos, escritor francês, falecido em 5 de julho de 1948;
- Aristotle Onassis, magnata grego da navegação, em 15 de março de 1975;
- Jean Gabin, ator francês, em 15 de novembro de 1976;
- Tino Rossi, cantor francês, faleceu após receber alta em 29 de setembro de 1983;
- François Truffaut, diretor de cinema francês, em 21 de outubro de 1984;
- Marcel Dassault, industrial da aviação francesa, em 17 de abril de 1986;
- Bette Davis, atriz americana, em 6 de outubro de 1989;
- Pamela Harriman, embaixadora dos Estados Unidos na França, em 5 de fevereiro de 1997;
- Barbara, cantora francesa, em 24 de novembro de 1997;
- Françoise Giroud, jornalista, roteirista, escritora e política, em 19 de janeiro de 2003;
- Philippe de Broca, cineasta francês, em 26 de novembro de 2004;
- Robert Laffont, editor francês, em 19 de maio de2010;
- France Gall, cantora francesa, em 7 de janeiro de 2018;
- Karl Lagerfeld, diretor criativo, estilista, artista, fotógrafo e caricaturista alemão, em 19 de fevereiro de 2019.